# Theodor Stolojan

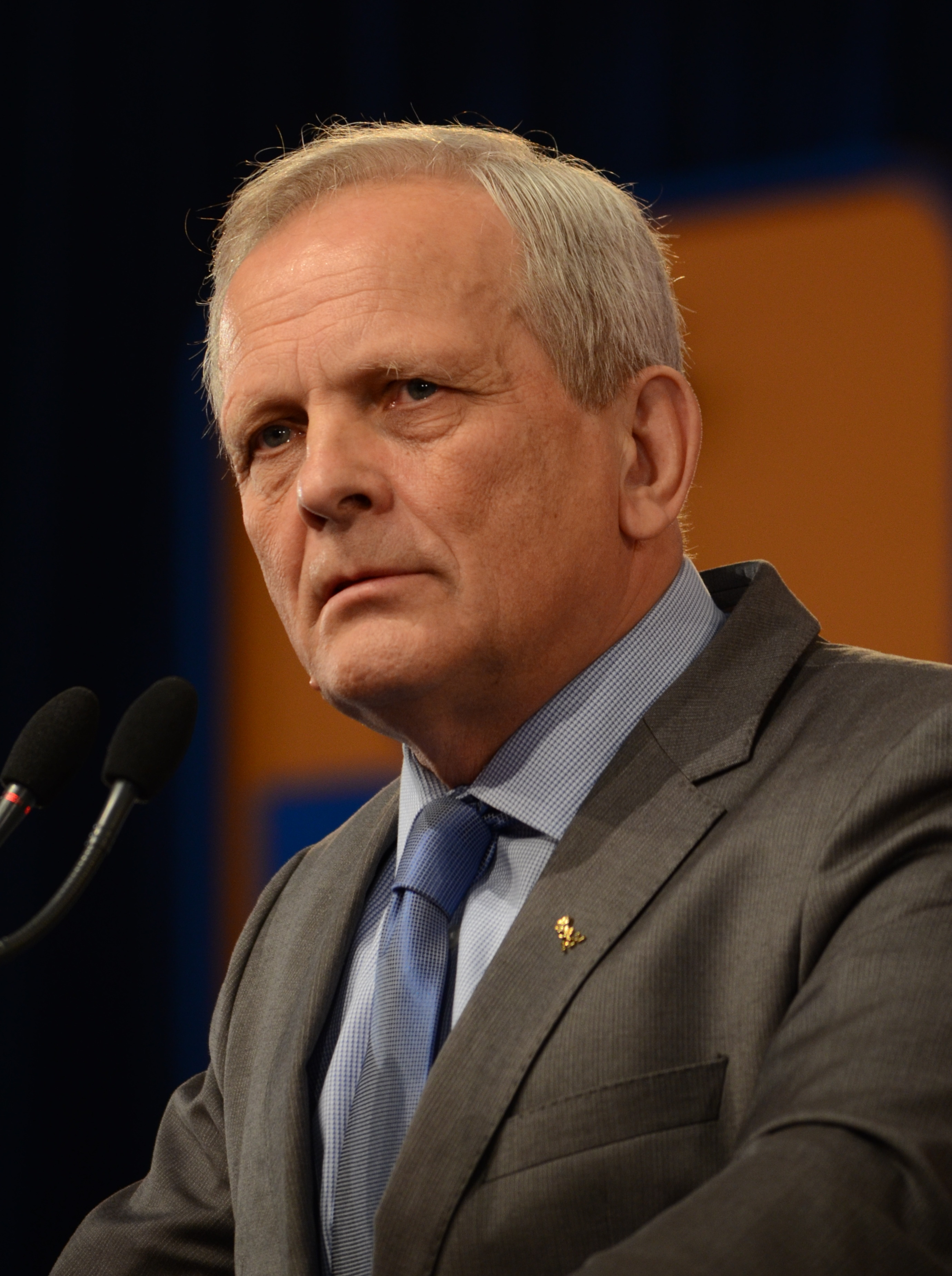
Theodor Stolojan

Theodor Stolojan (* 24. Oktober 1943 in Târgoviște, Kreis Dâmbovița, Königreich Rumänien) ist ein rumänischer Politiker. Als Mitglied der Front zur Nationalen Rettung (FSN) war er von Oktober 1991 bis November 1992 Ministerpräsident. Später trat er der Partidul Național Liberal (PNL) bei und war von 2002 bis 2004 deren Vorsitzender. Er gründete Ende 2006 die Partidul Liberal Democrat (PLD), die im Jahr darauf in der Partidul Democrat Liberal (PD-L) aufging. Von 2007 bis 2019 war er Mitglied des Europäischen Parlaments, seit 2014 erneut als Mitglied der PNL.

## Leben
Von 1961 bis 1966 studierte Stolojan in Bukarest Ökonomie. Anschließend war er als Ökonom für sechs Jahre in einer Bukarester Fabrik für Kältetechnik tätig. 1972 wechselte er ins rumänische Finanzministerium. Von 1978 bis 1982 war er dort Leiter einer Abteilung, die Devisen verwaltete. 1988 wurde er innerhalb des Ministeriums Direktor der Abteilung für internationale Finanzbeziehungen. Nach der Revolution von 1989 blieb Stolojan im Finanzministerium und übernahm von Juni 1990 bis April 1991 unter Ministerpräsident Petre Roman das Amt des Finanzministers. Im Mai 1991 wurde Stolojan Präsident der Nationalen Privatisierungsagentur.
Als Ministerpräsident leitete er von Oktober 1991 bis November 1992 in einer für Rumänien sehr schwierigen wirtschaftlichen Situation das Regierungskabinett.
Von 1993 bis 2000 war Stolojan bei der Weltbank tätig.
1996 unterstützte er die Präsidentschaftskandidatur des Postkommunisten Ion Iliescu. 2000 kehrte er als Gegner Iliescus in die Politik zurück und bewarb sich für die Nationalliberale Partei (PNL) erfolglos um das Amt des Präsidenten. Mit 11,8 Prozent der Stimmen kam er auf den dritten Platz. Als Nachfolger Valeriu Stoicas wurde Stolojan im August 2002 zum Parteivorsitzenden der PNL gewählt. Für die Präsidentschaftswahl 2004 war er der ursprüngliche Kandidat des Bündnisses Dreptate şi Adevăr (D.A., „Gerechtigkeit und Wahrheit“), bestehend aus der PNL und der PD (Partidul Democrat, Demokratische Partei), zog seine Kandidatur jedoch aus gesundheitlichen Gründen zugunsten des später gewählten Traian Băsescu zurück. Auch vom Parteivorsitz trat er zurück, ihm folgte Călin Popescu-Tăriceanu nach.
Nachdem er mit dem Versuch gescheitert war, die PNL zu einer Fusion mit der PD und zum Verlassen der internationalen liberalen Dachverbände zu bewegen, gründete Theodor Stolojan im Dezember 2006 gemeinsam mit Valeriu Stoica und anderen gleichgesinnten Ex-PNL-Politikern die Partidul Liberal Democrat (Liberal-Demokratische Partei). Bei den aufgrund des EU-Beitritts Rumäniens 2007 notwendig gewordenen Nachwahlen zum Europäischen Parlament erhielt die PLD 7,8 Prozent der Stimmen und Stolojan zog als einer von drei Vertretern seiner Partei in das Europäische Parlament ein. Dort war er zunächst fraktionsloser Abgeordneter.
Die PLD fusionierte im Dezember 2007 mit der PD zur Demokratisch-Liberalen Partei (Partidul Democrat Liberal, PD-L), deren stellvertreter Vorsitzender Stolojan wurde. Infolge der Fusion saß er im EU-Parlament anschließend in der christdemokratisch-konservativen EVP-ED. Zu den Parlamentswahlen im November 2008 trat Stolojan als Spitzenkandidat der PD-L an und wurde anschließend von Staatspräsident Traian Băsescu für das Amt des Ministerpräsidenten nominiert. Nach Abschluss der Koalitionsverhandlungen mit der Sozialdemokratischen Partei (PSD) zog er sich jedoch überraschend zurück.
Bei den Europawahlen 2009 wurde er erneut für die PD-L in das Europäische Parlament gewählt, wo er Mitglied des Vorstandes der EVP-Fraktion wurde. Zudem war er stellvertretender Vorsitzender des Ausschusses für Wirtschaft und Währung, Mitglied im Sonderausschuss zur Finanz-, Wirtschafts- und Sozialkrise, Delegierter im Gemischten Parlamentarischen Ausschuss EU-Türkei (bis 2011) bzw. für die Beziehungen zur Schweiz, Norwegen und Island und im Gemischten Parlamentarischen Ausschuss Europäischer Wirtschaftsraum sowie im Ausschuss für parlamentarische Kooperation EU-Moldau (2011–2014). Nach seiner Wiederwahl 2014 war er in der Legislaturperiode bis 2019 erneut Mitglied im Ausschuss für Wirtschaft und Währung, im Sonderausschuss zu Steuervorbescheiden und anderen Maßnahmen ähnlicher Art oder Wirkung sowie Delegierter in der Paritätischen Parlamentarischen Versammlung AKP-EU. Infolge der Fusion von PNL und PD-L ist er seit Ende 2014 wieder Mitglied der Nationalliberalen Partei, die nun EVP-Mitglied ist.